# Черкаська Конопелька
Черкаська Конопелька (рос. Черкасская Конопелька) — село в Суджанському районі Курської області Російської Федерації. Населений пункт був звільнений 14 серпня ЗСУ в ході українського вторгнення в Курську область.
Населення становить 243 особи. Входить до складу муніципального утворення Махновська сільрада.

## Історія
Населений пункт розташований на території українського етнічного та культурного краю Східна Слобожанщина.
Від 2004 року входить до складу муніципального утворення Махновська сільрада.

## Населення
| 2002 | 2010 |
| ---- | ---- |
| 253  | ↘243 |